# Тічино (річка)

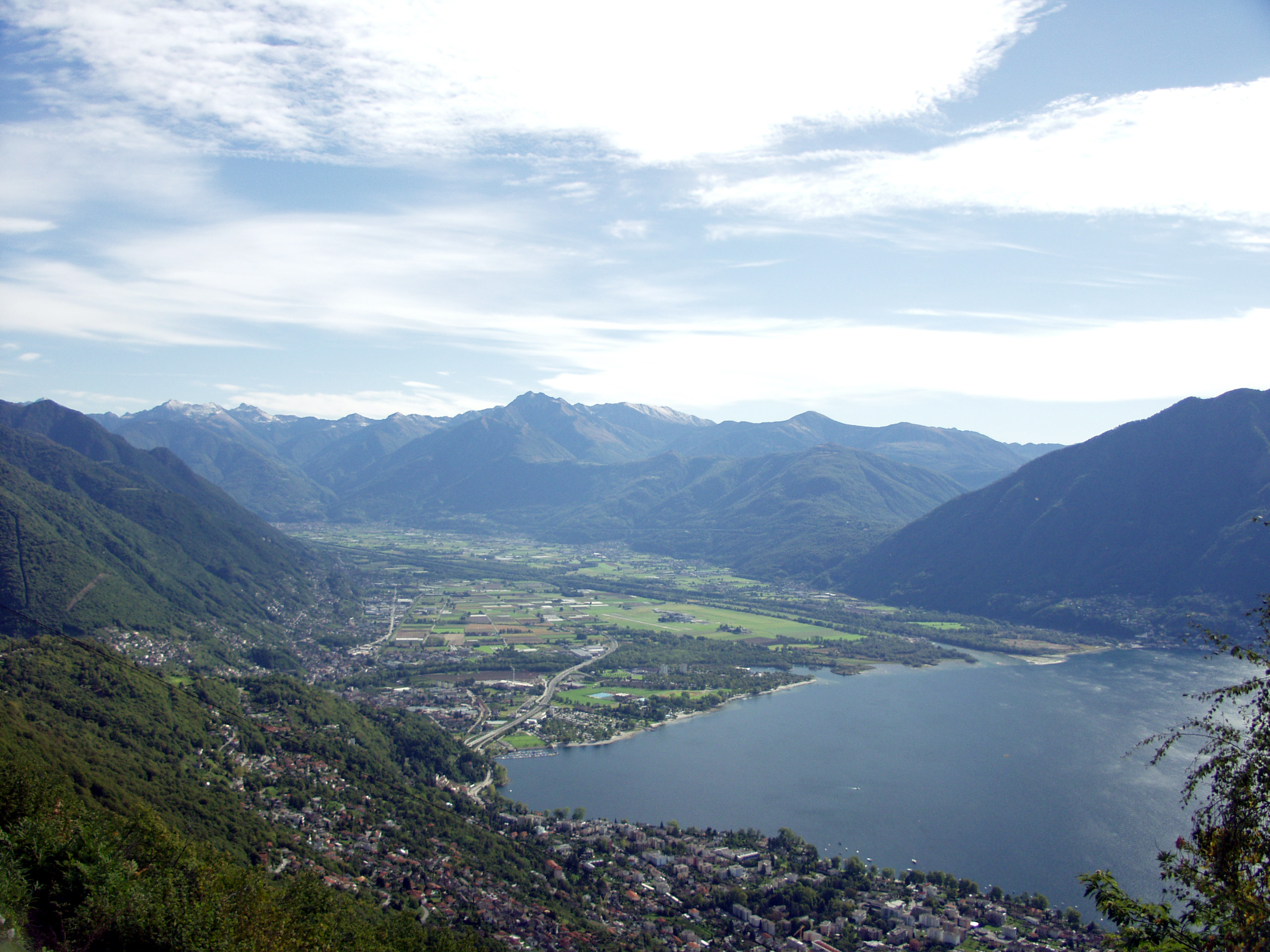
Річка Тічино (рівнина Маґадіно)

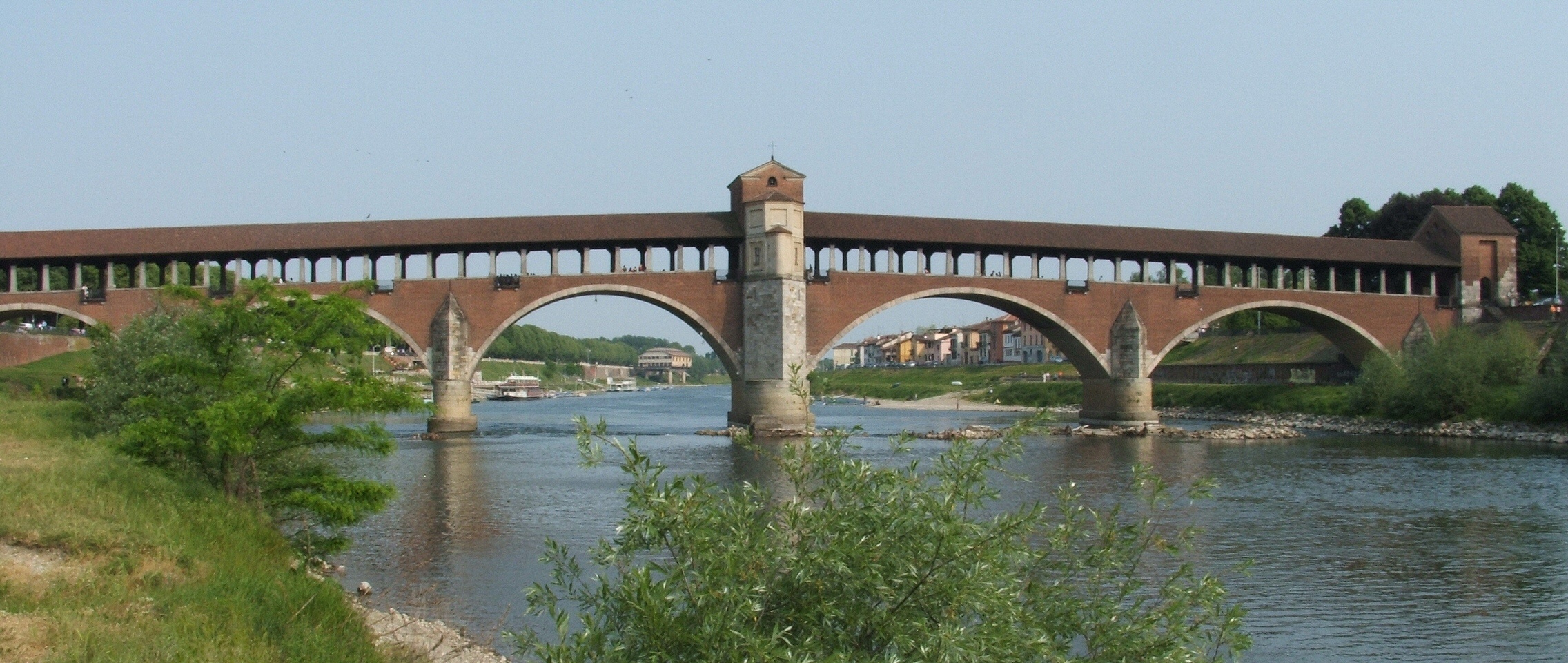
Міст через р. Тічино, Павія

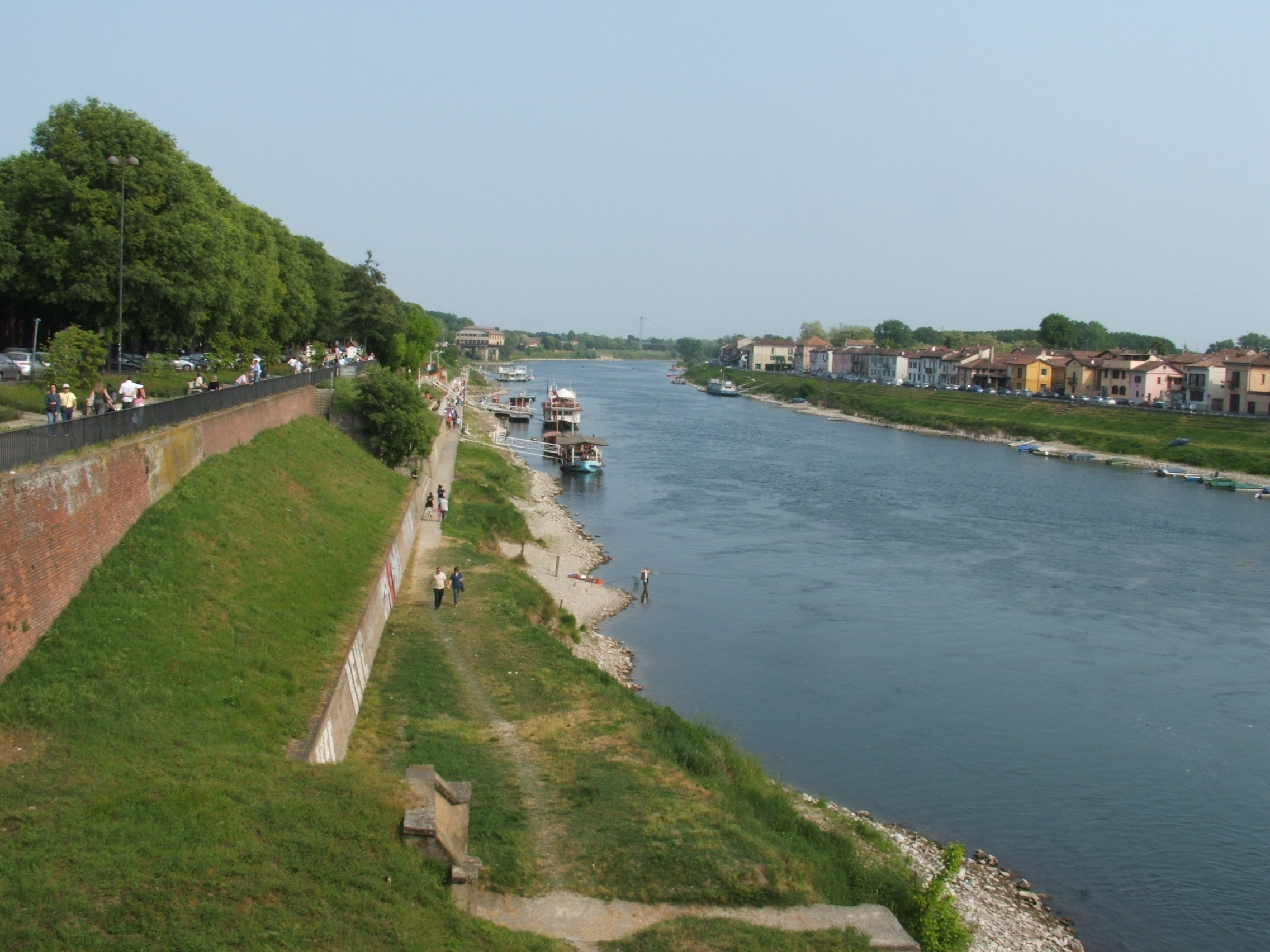
Павія: вид на р.Тічино із закритого мосту

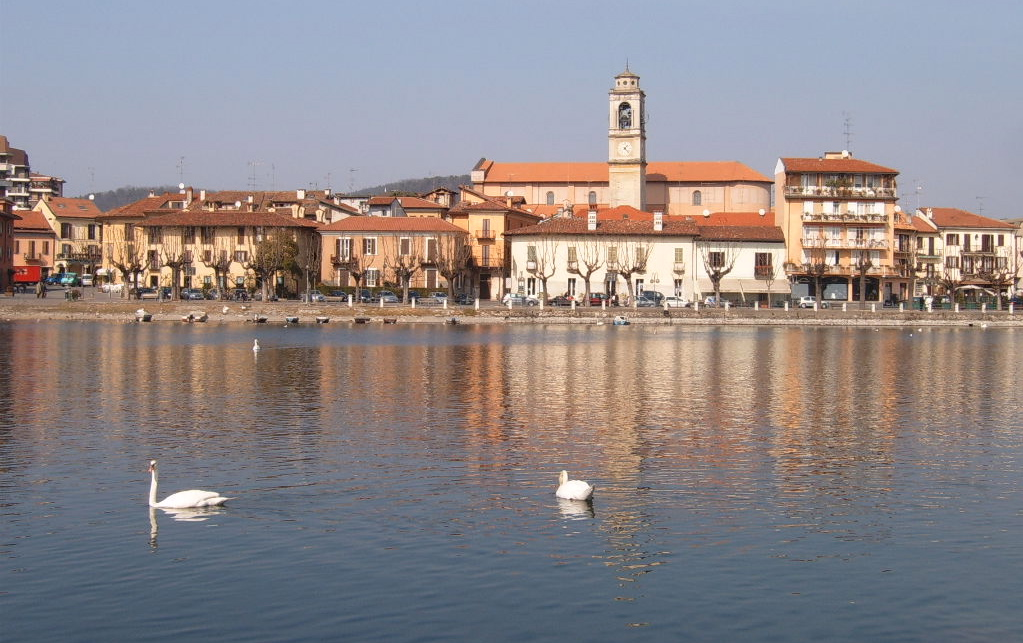
Сесто Календо - р.Тічино

Річка Тічино, або Тічіно (з іт. Ticino) — ліва притока річки По; протікає через однойменний швейцарський кантон. Довжина — близько 248 км, площа басейну — 7228 км². Річка бере свій початок у Val Bedretto, Швейцарія, на кордоні між кантонами Вале і Тічино, а потім проходить через озеро Маджоре. Тічино впадає в По поблизу Павії. Найвища точка сточища (4618 метрів) — вершина Гренцгіпфель (субпік Монте-Роза). Біля її підніжжя тече річка Андза, права притока Тічино.
Тічино умовно ділиться на три частини:
- гірська (Ticino Superiore), яка протікає через Швейцарію,
- озерна — озеро Маджоре,
- низовинна частина (Ticino Inferiore) — в Італії на ділянці між Сесто Календе і По.

В Швейцарії на річці створено греблю, функціонує гідроелектростанція, а в Італії Тічино використовується головним чином для зрошення..

## Етимологія
Слово "tesin" (діалектна назва річки Тічино) оначає потік води. Походить від галльського кореня "teq" (текти).

## З історії
В листопаді 218 до н.е. Тічино було місцем однієї з битв під час Другої Пунічної війни між Карфагеном (під керівництвом Ганнібала) і Римською республікою (Публій Корнелій Сципіон).

## Галерея

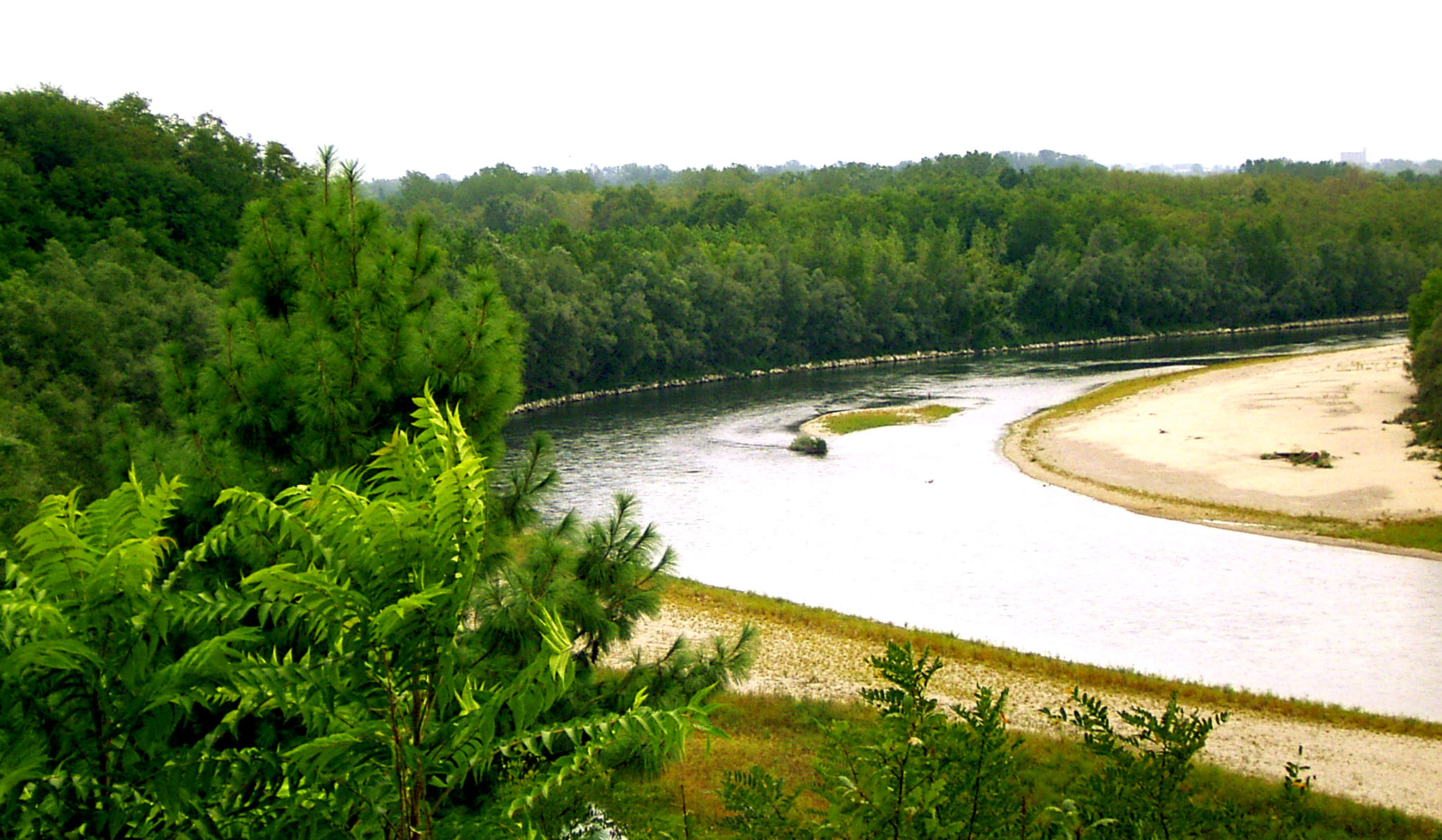
Массауа — р. Тічино
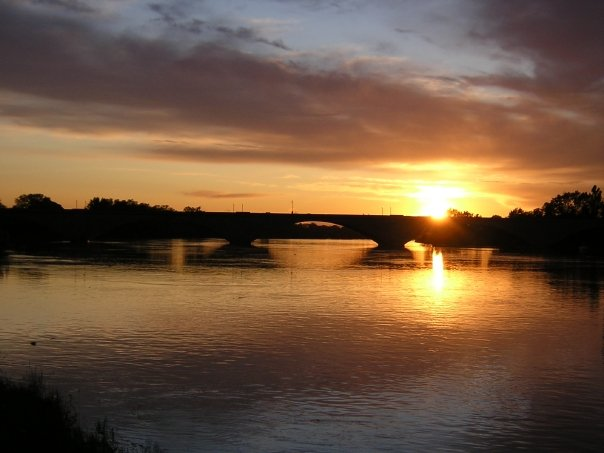
Захід сонця
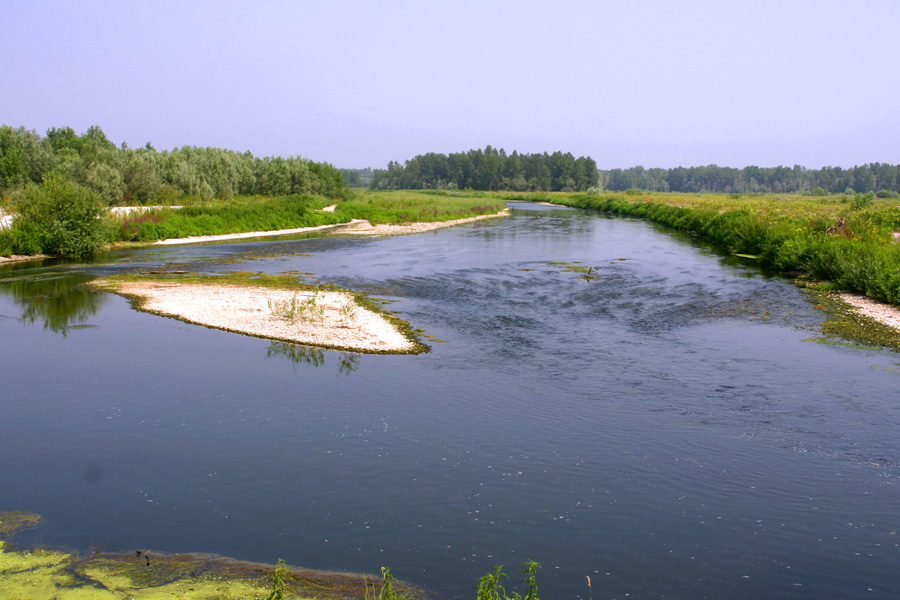
Віґевано — р. Тічино

## Притоки і витоки Тічино

##### Верхнє Тічино (основні притоки)
- Piumogna
- Brenno
- Morobbia
- Moesa

##### Нижнє Тічино (притоки)
- Lenza
- Strona
- Arno (або Arnetta)
- Canale Turbighetto
- Canale del Latte
- Canale Cavour
- Roggia Cerana (Terdoppio Novarese)
- Canale Scolmatore di Nord Ovest (Seveso і Olona)
- Naviglio di Bereguardo
- Naviglio Pavese e Navigliaccio
- Canale Gravellone
- Roggia Vernavola

##### Нижнє Тічино (витоки)
- Canale Regina Elena
- Canale Villoresi
- Canale Industriale
- Naviglio Grande
- Naviglio Langosco
- Naviglio Sforzesco